# Tatort: Falsch verpackt
Falsch verpackt ist ein Fernsehfilm aus der Tatort-Krimireihe. Der vom Österreichischen Rundfunk (ORF) produzierte Beitrag wurde am 25. März 2012 im ORF, SRF im Ersten zum ersten Mal gesendet. Für den Wiener Oberstleutnant Moritz Eisner (Harald Krassnitzer) ist es der 28. Fall und für seine Kollegin Bibi Fellner (Adele Neuhauser) der 4. Fall.

## Handlung
Im Wiener Donauhafen Albern soll ein Kühlcontainer verladen werden. Der Vorarbeiter bemerkt, dass das Kühlaggregat nicht funktioniert und lässt den Container öffnen. Die komplett aufgetaute Ladung spült den Männern entgegen und mitten zwischen den Hühnerteilen befinden sich drei tote Chinesen. Moritz Eisner und Bibi Fellner werden verständigt und mit dem Fall betraut. Der Absender ist ein „Geflügel-Müller“, den die Ermittler umgehend aufsuchen. Er gibt an, regelmäßig Hühnerfüße nach China zu verschicken. Die toten Chinesen könne er sich nicht erklären.
Kurz darauf wird eine abgeschnittene Hand gefunden. Die Ermittlungen ergeben, dass die Hand zu dem jungen Chinesen Tsao Kang gehört, der in der vergangenen Nacht wegen Sachbeschädigung festgenommen und erkennungsdienstlich registriert wurde. Bei der Durchsuchung seiner Wohnung werden in den Mülltonnen der benachbarten Häuser weitere Leichenteile und auch die Tatwaffe, ein Jian, gefunden. Eisner sieht sich daraufhin in dem Lokal um, in welchem Tsao Kang randaliert hatte, und trifft dort neben der Inhaberin Gú Bao auf Dr. Oskar Welt, den Chef der Wiener Fremdenpolizei. Von ihm erfährt Eisner, dass Tsao Kang bei „Geflügel-Müller“ arbeitete.
Der Rechtsmediziner kann als Todesursache der drei Chinesen eine Erstickung feststellen. Seiner Meinung nach müssen sie mit dem Gas Brommethan in Kontakt gekommen sein, welches häufig bei Handelsschiffen zur Schädlingsbekämpfung eingesetzt wird. Das lässt vermuten, dass die drei illegal einreisen wollten und versehentlich bei einer Begasung zu Tode gekommen sind.
Auf dem chinesischen Schwert finden sich Fingerabdrücke von „Inkasso-Heinzi“, der bei der Polizei aktenkundig geführt wird. Da Bibi Fellner den Kleinkriminellen und Bordell-Besitzer gut kennt, ist es für sie unwahrscheinlich, dass der einen Menschen derart zerstückeln könnte. Jedoch scheint er bei seinen Geschäften mit Tsao Kang in Verbindung gestanden zu haben, denn er ist flüchtig und wird daher zur Fahndung ausgeschrieben.
Bei ihren Ermittlungen stellen Eisner und Fellner fest, dass sowohl der Fleischgroßhändler Müller als auch der Chef der Fremdenpolizei, Dr. Oskar Welt, in illegale Geschäfte der chinesischen Mafia verstrickt sind. Beide sind zudem Besitzer einer Immobilienfirma, die Wohnungen ausschließlich an Ausländer vermietet. Welt als Chef der Fremdenpolizei vergibt die Aufenthaltsgenehmigungen und sichert sich damit auch gleich ausreichend Mieter.
Die Überprüfung der Telefonate von Tsao Kang ergibt, dass er kurz vor seinem Tod mehrfach mit Gú Bao telefoniert hatte. Gú Bao schweigt jedoch beharrlich, als sie darauf angesprochen wird. Trotzdem findet Eisner heraus, dass sie über „Inkasso-Heinzi“ gefälschten Kaviar bezogen hat. Als sie Heinzi festnehmen können, gibt dieser an, regelmäßig bei Tsao Kang gewesen zu sein, was die Fingerabdrücke in dessen Wohnung erklären würde. Er hätte über ihn den Kaviar bestellt und dann weiter damit gehandelt. In letzter Zeit sei ihm aufgefallen, dass Tsao Kang große Angst vor seinen Hintermännern gehabt hatte. Heinzi gibt den Ermittlern die Adresse eines Sweatshops, bei dem er regelmäßig Ware bezogen hat. Die sofortige Durchsuchung ergibt, dass dort unzählige Chinesen illegal arbeiten und in großem Stil Produktfälschung betrieben wird. Das Gebäude gehört Müller und Welt und ist an Tsao Kang vermietet worden. Als sie Müller zur Rede stellen wollen, findet sich dieser erfroren in einem seiner Kühlräume. Ebenso wird Oskar Welt kurz darauf tot aufgefunden.
Die Spurensicherung kann inzwischen eindeutige Fingerabdrücke von Gú Bao in der Wohnung von Tsao Kang nachweisen, in der er auch zerstückelt worden war. Daraufhin wird Gú Bao festgenommen, doch sie verrät ihre Hintermänner nicht, sondern stürzt sich im Treppenhaus des Polizeipräsidiums in den Tod. Für Eisner ist klar, dass die drei toten Chinesen Verwandte von Tsao Kang waren, die von der chinesischen Mafia illegal eingeschleust werden sollten, dabei jedoch mit dem Gas aus Versehen erstickt wurden. Aus Wut und Trauer wollte Tsao Kang die Organisation auffliegen lassen. Daraufhin wurden er und alle weiteren Mitwisser von der chinesischen Mafia getötet.

## Hintergrund
Die Dreharbeiten erfolgten vom ORF in Zusammenarbeit mit aifilm in Wien.

## Rezeption

### Einschaltquoten
8,15 Millionen Zuschauer sahen die Folge Falsch verpackt in Deutschland bei ihrer Erstausstrahlung am 25. März 2012, was einem Marktanteil von 22,7 Prozent entsprach.

### Kritiken
Rainer Tittelbach meint, dass Falsch verpackt „psychophysisch und figurenorientiert in Richtung Genre inszeniert“ ist. „Moritz Eisner und Bibi Fellner, der Moralist und die Grenzgängerin, lecken mal wieder ihre Wunden. Nach den Serben sind nun die Chinesen in Wien an der Reihe. Ziemlich blutig, ein bisschen dunkel ist ‚Falsch verpackt‘, dieser ‚Tatort‘, der von Verbrechen erzählt, die ein Reflex sind auf die Gewinnmaximierung im Lebensmittelbereich.“
Matthias Hannemann bei faz.net schreibt recht kritisch zu diesem Tatort: „Die gewitzten Dialoge sind der einzige Pluspunkt dieses bluttriefend bebilderten, ansonsten aber konventionell wie eine amerikanische Vorabendserie aufgezogenen Sonntagskrimis. Spannung kommt nicht auf. Die Ekelfleisch-Thematik beginnt rasch zu nerven, die Handlung ist recht durchschaubar. Und zu allem Übel wabert über allem diese penetrante Jazzorgel, Coolness signalisierend - als hätten die wunderbaren Harald Krassnitzer und Adele Neuhauser als dessen Kollegin Bibi Fellner dergleichen nötig.“
Bei Spiegel.de findet Christian Buß hingegen, dass „die österreichische Regisseurin Sabine Derflinger […] [in diesem Tatort, eine] Schnitzeljagd pointiert [und] ohne Effektgehasche ins Bild [setzt]. Durchaus lässig ist ihr Schlachter-Krimi; statt der billigen Spannungsmusik eines Score-Programmierers gibt es erdigen Bluesrock, gekonnte ‚Pulp Fiction‘-Reminiszenzen wechseln mit stimmigen Milieubesichtigungen. Derflinger ist eine der talentiertesten Regisseurinnen im deutschsprachigen Raum, im hiesigen Fernsehen ist sie leider schnell angeeckt. Nach größeren Filmen fürs ZDF drehte sie zuletzt risikofreudige Indie-Dramen wie ‚42plus‘. Die Filmemacherin wirft meist einen ziemlich unaufgeregten Blick in menschliche Abgründe, Mitleid und Sympathiebekunden findet man bei ihr selten.“
Holger Gertz von der Süddeutschen.de urteilt: „Man kann in diesem ‚Tatort‘ zwei Suchenden beim Suchen zusehen. Da ist der sonst frei schwebende Fall übrigens unschlagbar realitätsnah, er zeigt: Wer sucht, der findet nicht.“
Bei Stern.de urteilt Sophie Albers: „Unfassbar surreal und tragikomisch zeigt ‚Falsch verpackt‘, was ein ‚Tatort‘ sich alles trauen kann. Auch wenn man die Kommissare manchmal kaum versteht.“
Die Kritiker der Fernsehzeitschrift TV Spielfilm meinen anerkennend: „Die bulgarische Mafia, serbische Todesschwadronen, jetzt dieser Fall: Für die Wiener Ermittler wird das Scheitern am international organisierten Verbrechen zum Leitthema. Was nicht zuletzt dank praller Figuren auch diesmal höchst unterhaltsam ausfällt. Fazit: Böse Geschichte mit ebensolchen Figuren.“